# Penna in Teverina
Penna in Teverina ist eine italienische Gemeinde mit 1016 Einwohnern (Stand 31. Dezember 2023) in der Provinz Terni in der Region Umbrien.

## Geografie

Lage der Gemeinde Penna in Teverina in der Provinz Terni

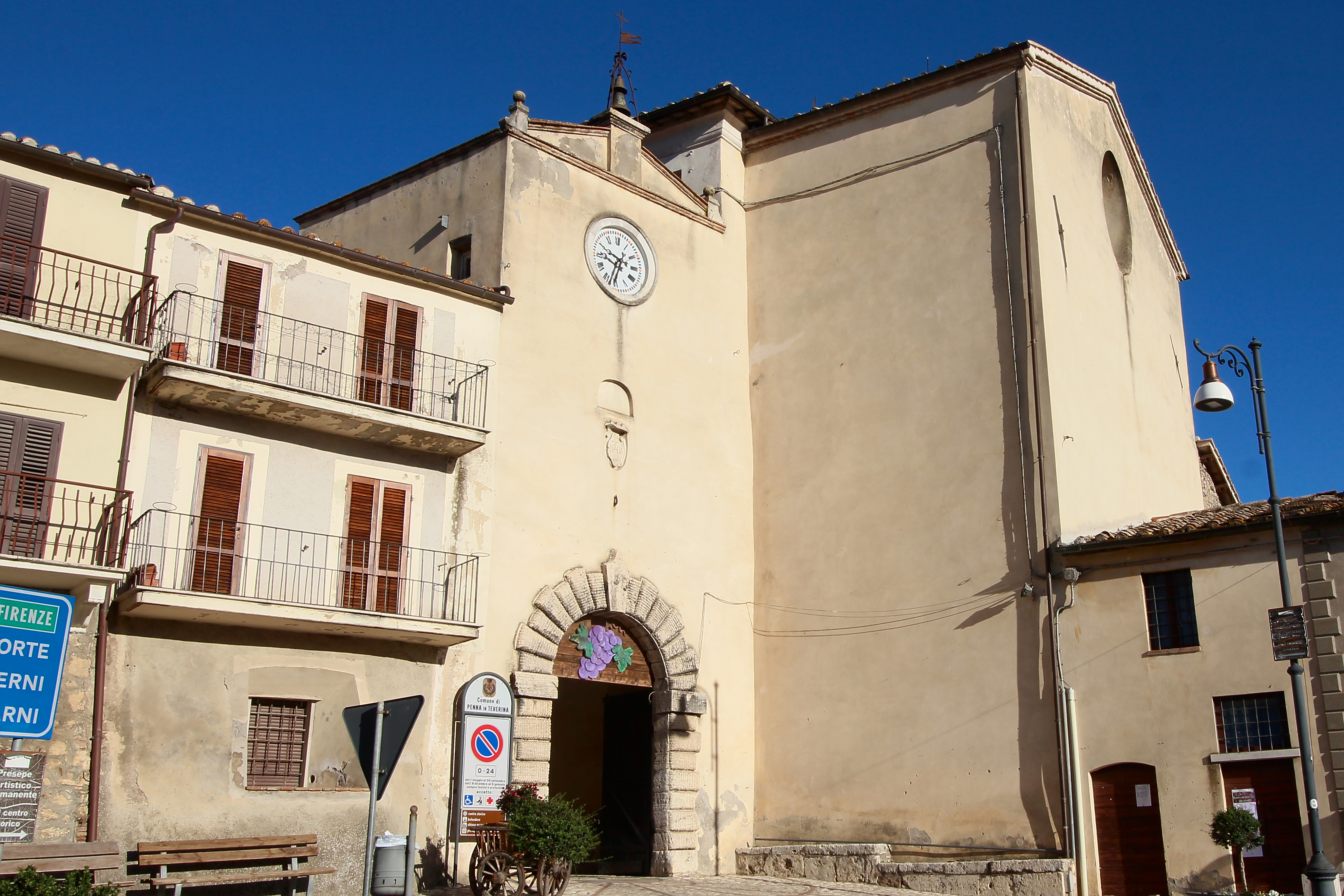
Stadttor Porta Civica, dahinter die Kirche Santa Maria della Neve

Die Gemeinde erstreckt sich über rund 10 km². Sie liegt etwa 70 km südlich der Regionalhauptstadt Perugia und rund 25 km südwestlich der Provinzhauptstadt Terni. Sie ist die flächenmäßig kleinste Gemeinde Umbriens. Der Ort liegt am Tiber und im Teverinatal sowie in der klimatischen Einordnung italienischer Gemeinden in der Zone D, 1914 GR/G.
Penna in Taverina besitzt keine Ortsteile.
Die Nachbargemeinden sind Amelia, Giove und Orte (VT).

## Geschichte
Erstmals schriftlich erwähnt wird der Ort im 11. Jahrhundert. Seit dem 13. Jahrhundert war Penna ein Lehen der Orsini. Am Ende des 19. Jahrhunderts wurde der Ort Eigentum der Familie Del Gallo di Roccagiovine und verblieb es bis zum Eintritt ins italienische Königreich 1860.

## Sehenswürdigkeiten
- Chiesa di Santa Maria della Neve, Hauptkirche des Ortes an der Piazza San Valentino innerhalb der Wehrmauern. Wurde im 16. und 17. Jahrhundert erweitert und enthält in der Apsis das Gemälde La Madonna della Neve e San Valentino.[5]
- Chiesa di Santa Maria del Pianto, Kirche der Località Montecchie.
- Palazzo Orsini, Palast der Orsini im historischen Zentrum aus dem 16. Jahrhundert.[6]
- Presepe di Penna, 1988 eröffnete permanente Ausstellung einer Weihnachtskrippe.[7]
- Stadttore Porta Civica, letztes originales Stadttor, und Porta Novella, auch Portonella genannt, Rekonstruktion des antiken Tores.
- Mammalocchi, Skulpturen von Pino Logorio, um 1550 entstanden.[8]

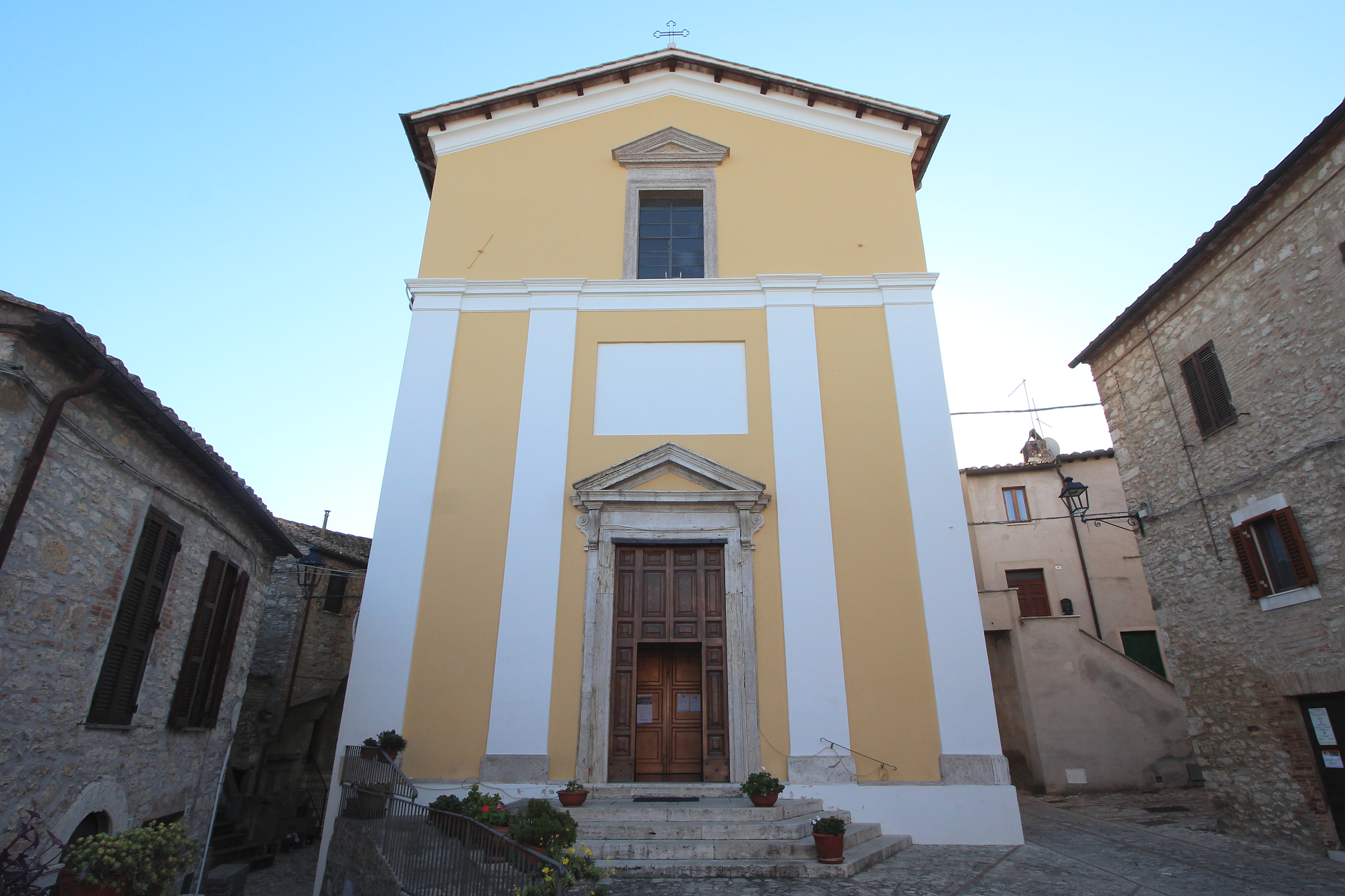
Santa Maria della Neve
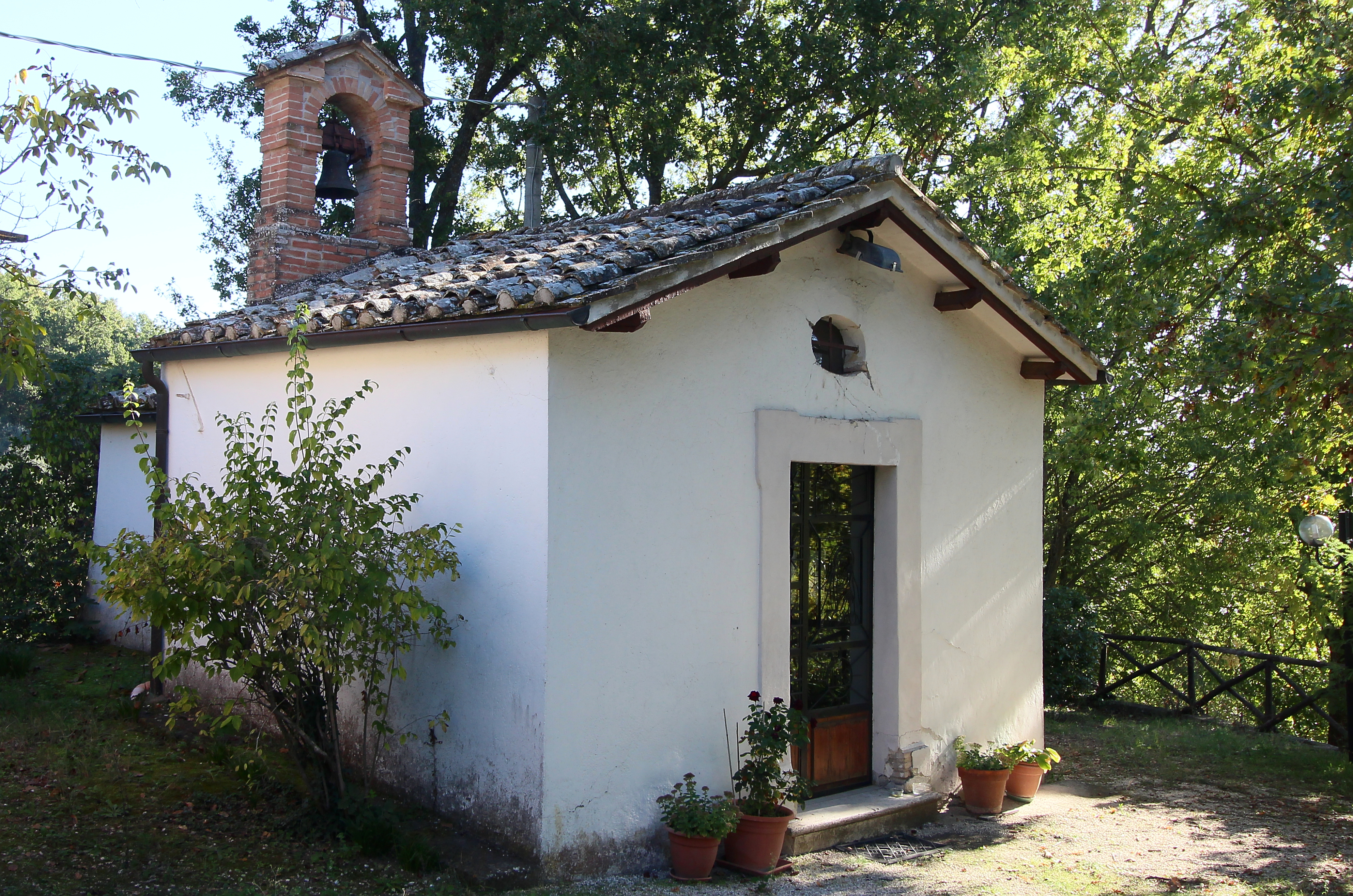
Santa Maria del Pianto
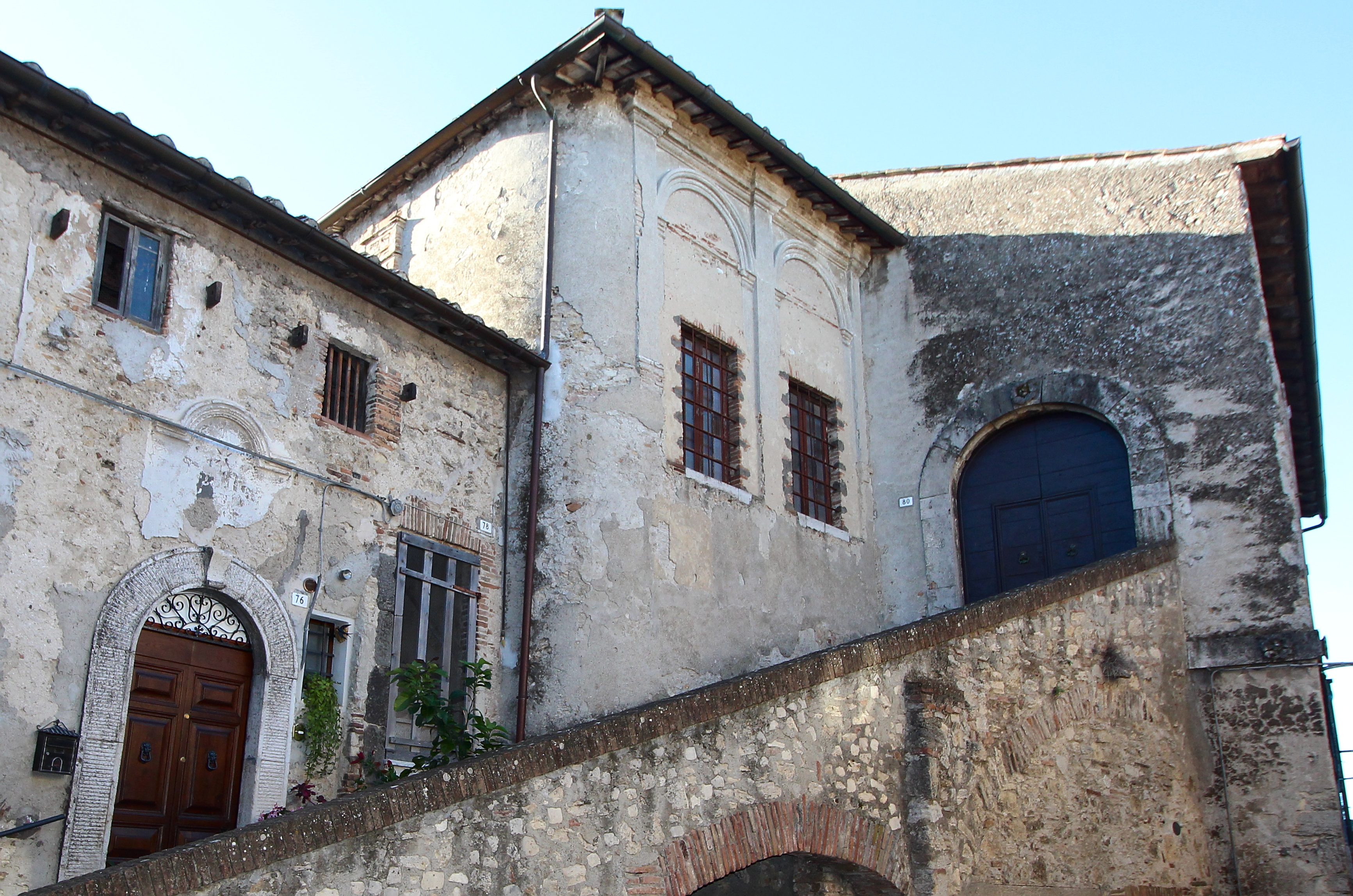
Palazzo Orsini
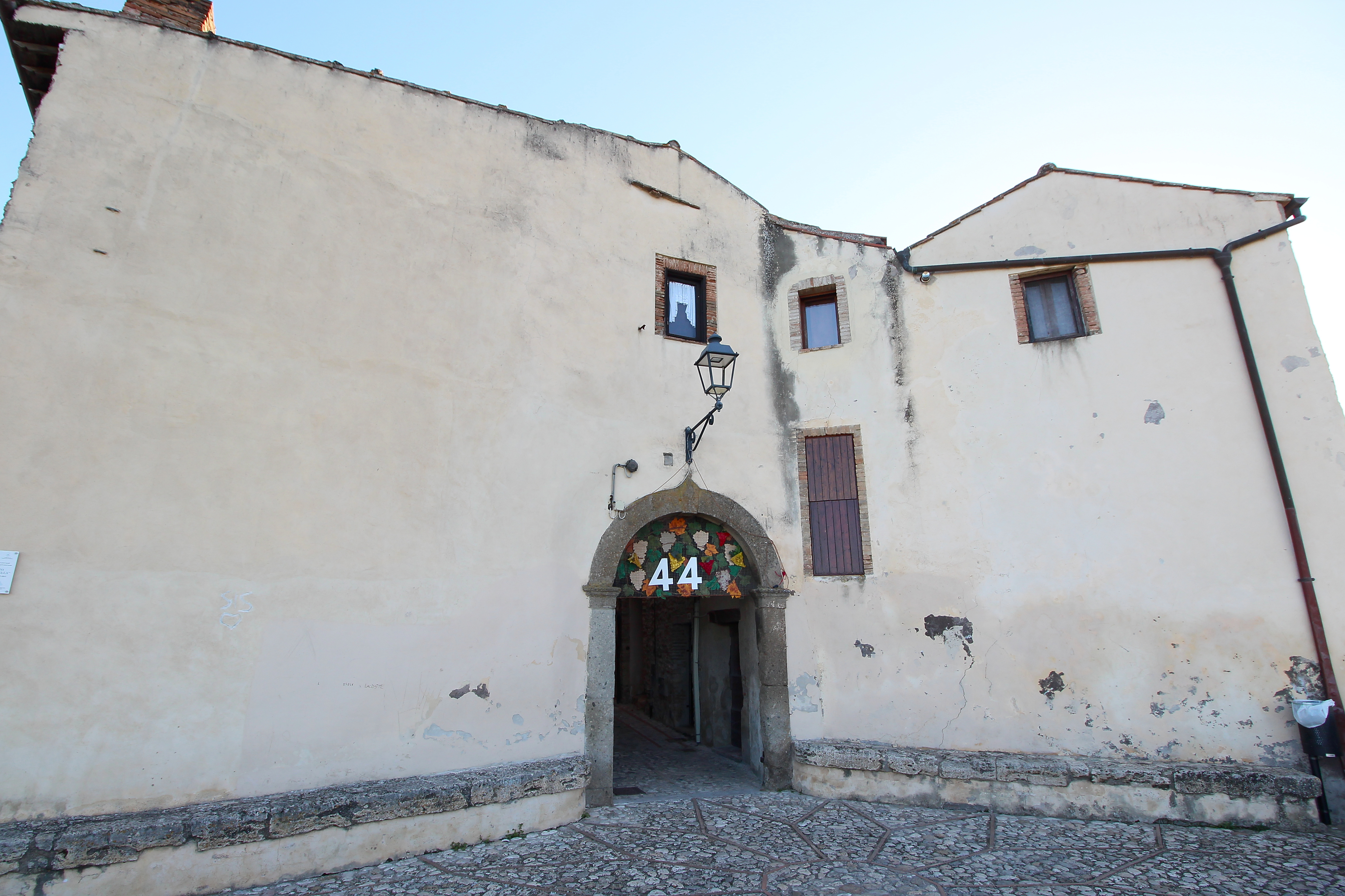
Porta Novella